# روبرت دوفي (مدرب رياضي)
روبرت دوفي (بالإنجليزية: Robert Duffy)‏ هو مدرب رياضي أمريكي، ولد في 13 مايو 1903 في بينغامتون في الولايات المتحدة، وتوفي في 9 ديسمبر 1974 في فيلادلفيا في الولايات المتحدة.